# Ria (vízrajz)

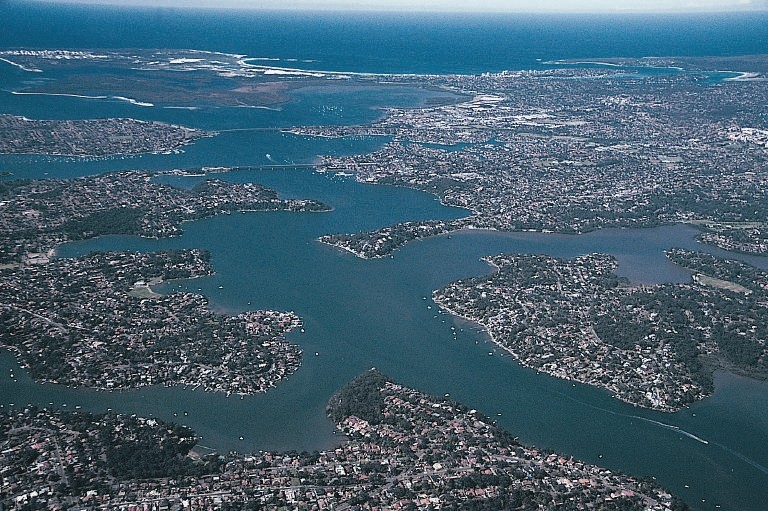
A Georges River is elöntött folyóvölgy, ria

A ria tengervíz által elöntött egykori folyóvölgy, csaknem mindig torkolatvidéken. Vagy a világtenger szintjének az emelkedésével, vagy a szárazföld lesüllyedésével jön létre. Mindkét folyamat ahhoz vezet, hogy egy folyóvölgy korábban szárazon álló részének adott szakaszát a folyómederrel együtt elönti a tengervíz. Ezen a módon nem túl jelentős folyóknak is jelentős nagyságú torkolata jöhet létre.

## A szó eredete
A szó az Ibériai-félsziget északnyugati sarkán kialakult öblök (Ria de Vigo, Ria de Pontevedra és mások) spanyol nevéből ered.

## Példái
A ria szélsőséges példája az angliai Kingsbridge-torkolat, amely aránytalanul nagy ahhoz képest, hogy nem is ömlik bele folyó, csak patakok. Azért jöhetett létre, mert Anglia déli partja alámerült partvonal, amely számos riát – és ezzel gyakran jó kikötőket – képezett. Ilyen a portsmouthi kikötő, a langstone-i kikötő, a chichesteri kikötő, a paghami kikötő, a Southamptoni-víz vagy a poole-i kikötő.
Számos ria található Ausztrália keleti partjain is, például Sydney körül, köztük a Georges-folyó, Port Hacking és maga a sidney-i kikötő.
Új-Zéland déli szigetének északi csücskénél található a Marlboro Sounds nevű nagy ria-hálózat.
Ria az Amerikai Egyesült Államok keleti partján a Chesapeake-öböl és a Delaware-öböl, a nyugati parton pedig a San Francisco-öböl.
Észak-Bretagne riái az Aberek: Aber Wrac'h, Aber Benoît, Aber Ildut.
A riát gyakran összekeverik a fjorddal. A fjordot azonban nem folyó, hanem gleccser hozta létre. Az Isztriai-félsziget nyugati partján lévő Lim-öblöt például sokszor tévesen Lim-fjordnak nevezik, pedig a Pazinčica folyó hozta létre.